# Motor City Online
Motor City Online fue un videojuego de carreras en línea publicado por Electronic Arts en 29 de octubre de 2001. El objetivo del juego era comprar autos clásicos (en su mayoría muscle car estadounidenses) que van desde los modelos de los años 1930 a 1970, afinarlos y competir contra otros jugadores. El juego se desconectó el 29 de agosto de 2003, por lo que EA Games podría concentrarse en su juego actual en ese momento, The Sims Online. EA, sin embargo, desarrolló un nuevo juego de carreras en línea llamado Need for Speed: World. Muchos fanáticos de Motor City Online consideran Need for Speed: World un sucesor espiritual de Motor City Online, aunque EA ha negado cualquier vínculo directo entre los dos juegos.
Originalmente concebido como parte de la serie Need for Speed bajo el título Need for Speed: Motor City, todos los elementos de un solo jugador que se hayan desarrollado para el juego se descartaron en favor de un modelo solo en línea. El juego incluía algunos elementos de juegos de rol, como subir de nivel después de completar tareas (por ejemplo, ganar carreras) y funcional, oferta y demanda economía para que los jugadores involucrarse en.
Aparte de que EA se centró en Los Sims Online, otro factor que contribuyó a la desaparición de MCO fue la configuración técnica del juego. El lag, como con la mayoría de los juegos en línea, fue un problema, ya que los autos actuaron de manera impredecible en tiempos de alta latencia. Tasas de suscripción decrecientes (de un supuesto pico de 36,000 y la falta de un nuevo interés en el juego finalmente llevó a su caída.

## Jugabilidad
El jugador puede participar en varias competiciones de carreras con otros usuarios. El juego tiene una amplia variedad de pistas, desde áreas forestales e industriales hasta ciudades y pistas específicamente diseñadas para carreras. Además, los vehículos de otros usuarios de la carretera pueden conducir a lo largo de las vías, así como los peatones y las bestias que, cuando intentan derribarlos, corren a un lado. El jugador también tiene la oportunidad de personalizar su propio personaje y elegir uno de los tipos de carreras disponibles, realizar torneos de carreras.
Hay 45 autos con licencia de fabricantes acreditados. Las máquinas están representadas principalmente por los clásicos Muscle cars y hot rods lanzados desde 1930 hasta 1970. Entre ellos, sin embargo, había dos autos deportivos japoneses Toyota Supra y Mitsubishi Eclipse GSX, lanzados en 1993 y 1999, respectivamente. Los autos se pueden cambiar usando las características tuning and styling. Durante las colisiones, los automóviles se dañan tanto externamente como con un impacto en el rendimiento. El comportamiento del automóvil también está influenciado por el viento, que cambia dinámicamente su fuerza y dirección.

## Lista de autos
La lista de automóviles del título se dividió en cinco "Tipos de carrocería" según su año de producción y varias Clases de potencia según su relación potencia/peso.
La clase deportiva se restringió a autos especiales debido a su alto índice de rendimiento de serie.

### Vintage
- 1932 Ford Coupe
- 1934 Ford V8 Model 40
- 1940 Ford De Luxe Coupe
- 1947 Cadillac Series 62
- 1948 Cadillac Fleetwood Station Wagon
- 1949 Mercury Monterey Coupe

### Classic
- 1953 Ford Crestline Sunliner Coupe
- 1953 Chevrolet Model 3100
- 1955 Buick Century Riviera Coupe
- 1955 Ford Thunderbird
- 1955 Chevrolet Cameo Carrier
- 1956 Ford F-100
- 1957 Chevrolet Bel Air Sport Coupe
- 1957 Chevrolet Nomad
- 1957 Chevrolet Corvette C1
- 1957 Ford Fairlane 500
- 1957 Ford Thunderbird
- 1957 Ford Ranchero
- 1958 Chevrolet Impala
- 1959 Cadillac Eldorado Seville
- 1959 Chevrolet Impala

### Muscle
- 1963 Chevrolet Corvette C2 Stingray
- 1963 Ford Thunderbird
- 1964 Chevrolet Impala
- 1964 Chevrolet Impala SS
- 1964 Ford Galaxie
- 1965 Ford Mustang Coupe
- 1966 Pontiac GTO
- 1966 Shelby Cobra 427 S/C
- 1967 Chevrolet Camaro
- 1967 Chevrolet Camaro SS
- 1967 Chevrolet Camaro RS
- 1967 Chevrolet Chevelle
- 1967 Chevrolet Chevelle SS 427
- 1967 Ford Mustang
- 1969 AMC AMX
- 1969 Chevrolet Camaro Z28/RS
- 1969 Chevrolet Corvette C3 Stingray
- 1969 Dodge Charger
- 1969 Dodge Charger R/T
- 1969 Dodge Coronet Super Bee
- 1969 Ford Mustang Cobra Jet 429
- 1969 Ford Torino GT Cobra
- 1969 Ford Torino GT
- 1969 Oldsmobile 4-4-2
- 1969 Oldsmobile 4-4-2 W-30
- 1969 Oldsmobile Hurst 4-4-2
- 1969 Plymouth GTX
- 1969 Plymouth Cuda
- 1969 Plymouth Road Runner
- 1969 Pontiac Firebird
- 1969 Pontiac GTO
- 1969 Pontiac GTO Judge
- 1970 Chevrolet Chevelle SS
- 1970 Chevrolet Chevelle
- 1970 Chevrolet El Camino
- 1970 Chevrolet El Camino SS
- 1970 Chevrolet Nova
- 1970 Chevrolet Nova SS
- 1970 Dodge Challenger
- 1970 Ford Mustang Boss 302
- 1970 Ford Mustang Boss 429
- 1970 Ford Mach 1
- 1970 Ford Mustang
- 1970 Plymouth 440 Cuda
- 1970 Plymouth AAR Cuda
- 1970 Plymouth Cuda
- 1970 Plymouth HEMI 'Cuda
- 1971 Plymouth Duster 340
- 1971 Plymouth Duster
- 1972 Chevrolet Chevelle
- 1972 Chevrolet Chevelle SS
- 1973 Pontiac Firebird
- 1973 Pontiac Firebird Formula
- 1973 Pontiac Firebird Trans Am

### Sports
- 1996 Toyota Supra
- 1997 Mitsubishi Eclipse Spyder GS-T
- 1932 EA Eight Ball
- 1966 Shelby Cobra 427 S/C

## Desarrollo y lanzamiento
De vuelta en 1999, Electronic Arts anunció planes para hacer spin-off la serie Need for Speed llamado Need for Speed: Motor City. El 17 de junio de 1999, se presentaron varios videos con la jugabilidad del proyecto, confirmando así la creación del juego. Sin embargo, más tarde se anunció que el juego no se incluiría en la franquicia Need for Speed, que la serie spin-off nunca se realizó, y que el juego se renombró a Motor City Online. El anuncio oficial de  Motor City Online  tuvo lugar el 14 de diciembre de 2000, cuando se lanzó el sitio del proyecto y aparecieron varias capturas de pantalla. Según los desarrolladores, en el nuevo juego estarán disponibles una gran cantidad de autos clásicos estadounidenses, lanzados desde 1930 hasta 1970, que sintonizan autos y corredores y carreras de varios jugadores con otros jugadores.
El 9 de febrero de 2001, el productor de Motor City Online, Michael Waite, realizó una entrevista al sitio GameSpot sobre las características del próximo juego. Según el representante, los desarrolladores están creando un proyecto para una amplia audiencia y planean apoyarlo activamente, tratando de revivir la popularidad decreciente de la serie Need for Speed. Motor City Online también usa un motor completamente nuevo que le permite elevar los gráficos y el realismo a un nivel superior: cada automóvil se desarrolla en detalle en términos de control y contiene dos mil polígonos, así como una gran cantidad de detalles De conocidos fabricantes. El juego de Motor City Online, según el representante, se equilibra entre la disponibilidad y la sala de juegos, y al mismo tiempo está dirigido a jugadores experimentados. El 12 de febrero, apareció un nuevo video de juego, así como información más detallada sobre la configuración y las características del proyecto. El 20 de febrero se publicó una nueva información sobre los diferentes modos y configuraciones de los coches. 
El lanzamiento del juego tuvo lugar el 29 de octubre de 2001 en los Estados Unidos. Motor City Online requería una conexión de alta velocidad a Internet, lo que provocó una reacción negativa de muchos jugadores. También se necesitaba una suscripción mensual pagada para el juego. El soporte del juego se suspendió bastante pronto: los servidores se cerraron el 29 de agosto de 2003 debido a la falta de rentabilidad, y se pidió a los usuarios que intercambiaran días de juego no gastados por The Sims Online o Ultima Online. A pesar del fin del soporte para Motor City Online, en 2012 fue hackeado y disponible para un solo jugador.

## Banda sonora
Las composiciones musicales de Motor City Online se presentan en diferentes direcciones del género rock, como funk rock, música surf, rock and roll y el rock clásico. La banda sonora del juego fue escrita por los compositores Alistair Hirst y Matt Ragan, quienes también crearon música para juegos de carreras como la serie Need for Speed de Electronic Arts y The Duel: Test Drive II de Accolade. La música de Motor City Online se incluyó en el álbum Motor City Online Original Soundtrack, presentada en exposiciones en 2001 en CD y no a la venta; Además de las pistas, el disco también contiene el tráiler del juego y su vídeo de introducción.

## Premios
- E3 2000 Game Critics Awards: Mejor juego de carreras

## Recepción
Motor City Online recibió críticas en su mayoría positivas de los críticos. En el sitio Metacritic el juego tiene un puntaje promedio de 73/100 y en GameRankings un 73,33%.
El crítico Stephen Poole de GameSpot le dio al juego una calificación positiva de 7.6/10.